# Trường Chúa Nhật

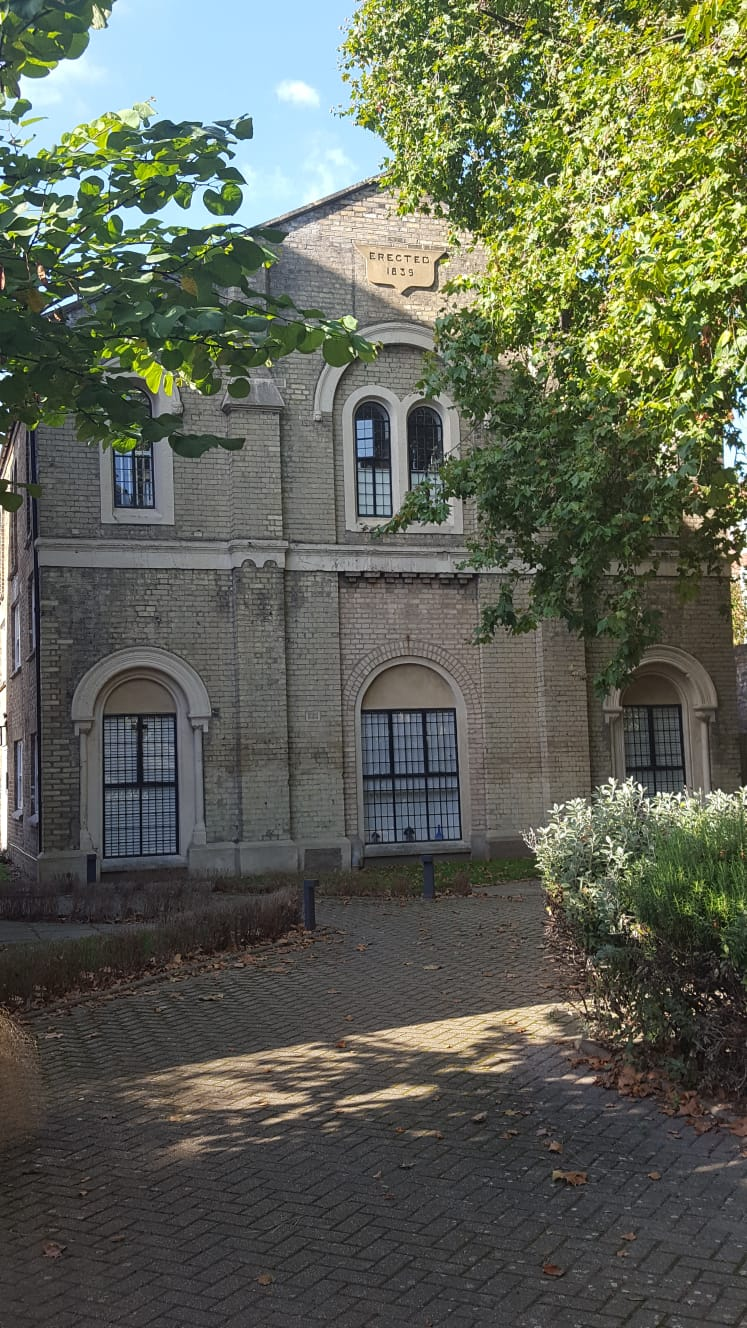
trường chúa Nhật

Trường Chúa Nhật là tên gọi lúc ban đầu của các loại hình giáo dục tôn giáo tổ chức vào ngày Chúa nhật (thường là vào buổi sáng) bởi các giáo phái thuộc cộng đồng Cơ Đốc giáo.
Khởi phát vào tháng 7 năm 1780 từ những nỗ lực của Robert Raikes, chủ bút nhật báo Gloucester, người nhận ra nhu cầu giúp đỡ trẻ em sống trong những khu phố nghèo khỏi sa chân vào con đường tội phạm. Các lớp học sáng và chiều chủ nhật được thành lập để dạy kỹ năng đọc và viết, các phép tính và giáo lý cho trẻ em nghèo và trẻ mồ côi. Học viên thường dành từ bốn đến năm giờ mỗi tuần để đến lớp học. Khi ấy chỉ có những lớp học dành cho trẻ em lao động nghèo. Dần dà, các lớp học được hỗ trợ tài chính bởi những nhà tài trợ, những người này được khuyến khích đến thăm và lắng nghe bọn trẻ trả bài; như thế họ là tiền thân của các thanh tra giáo dục sau này. Giáo viên được trả lương trong khi các lớp học thường được tổ chức tại nhà riêng hoặc các căn phòng thuê. Năm 1795, Hannah More đã tổ chức một trường học như thế tại Blagdon. Bọn trẻ được khuyến khích đem sách và bài vở về nhà để chia sẻ với cha mẹ chúng, những người không có cơ hội đến trường; do đó Trường Chúa Nhật cũng được xem là một phương tiện giúp cải thiện vị trí xã hội của một số gia đình nghèo.
Những năm đầu thế kỷ 19, có 200. 000 trẻ em tham dự các lớp học Trường Chúa Nhật, khoảng năm 1831, Trường Chúa Nhật tại Anh đã tổ chức các lớp học cho 1.250.000 trẻ em, xấp xỉ 25 % dân số nước Anh, đến năm 1850, con số này lên đến hai triệu. 
Ngày nay, các lớp học Trường Chúa Nhật là phổ biến trong các nhà thờ Công giáo và Kháng Cách, mặc dù ở các nhà thờ Công giáo, chúng thường được gọi là "lớp giáo lý". Trường Chúa Nhật không phải là một định chế giáo dục hiểu theo nghĩa thông thường, nhưng chỉ đơn giản là những nỗ lực nhằm cống hiến các phương tiện học tập hữu ích liên quan đến giáo lý Cơ Đốc.
Các lớp học Trường Chúa Nhật thường kéo dài một giờ hoặc hơn với nội dung nghiên cứu Kinh Thánh, được tổ chức trước, trong khi, hoặc sau lễ thờ phượng hay lễ Misa. Trong khi nhiều lớp học Trường Chúa Nhật tập chú vào việc dạy Kinh Thánh cho trẻ em thì các lớp học dành cho người lớn ngày càng phổ biến.
Giáo viên Trường Chúa Nhật thường được tuyển chọn trong số các tín hữu của giáo đoàn, dựa trên kiến thức của họ về Kinh Thánh kèm theo các điều kiện khác như trình độ học vấn. Một số giáo hội yêu cầu giáo viên Trường Chúa Nhật hoặc giáo lý viên tham dự các khoá huấn luyện về tôn giáo nhằm bảo đảm rằng họ đạt đủ phẩm chất cần thiết để có thể giúp đỡ người khác trong các vấn đề về đức tin.
Nhiều cha xứ Công giáo hoặc quản nhiệm Kháng Cách thường đích thân phụ trách các lớp học Trường Chúa Nhật.